# Maison Cazin
Pour les articles homonymes, voir Cazin.
La maison Cazin est une demeure historique médiévale située à Pérouges, en France.

## Présentation
La maison est située dans le département français de l'Ain, sur la commune de Pérouges. L'édifice est classé au titre des monuments historiques en 1921.
La maison a été restaurée en 1934, par l'architecte Emmanuel Cateland (1876 - 1948),  pour le compte de Madame de Villeneuve, propriétaire de l'époque. Emmanuel Cateland est également l'architecte de l'immeuble Cateland, inscrit au titre des monuments historiques depuis 1991.